# Grand port maritime de Nantes-Saint-Nazaire
Le Grand port maritime de Nantes-Saint-Nazaire (anciennement Port autonome de Nantes-Saint-Nazaire, de 1966 à 2008) est un grand port maritime, établissement public de l'État français, dont la tutelle de l'État est exercée par la Direction générale des infrastructures, des transports et de la mer du ministère de l'écologie, du développement durable et de l'énergie. Il a pour vocation de gérer l'activité maritime et portuaire de l'estuaire de la Loire et de mettre en œuvre les politiques publiques d'aménagement.

## Présentation
C'est un établissement public qui exerce conjointement des missions de service public administratif et des missions de service public à caractère industriel et commercial, qui est géré comme un établissement public à caractère industriel et commercial (EPIC), et qui est chargé d'exploiter, de gérer et de promouvoir les installations portuaires de l'estuaire de la Loire. Il a été créé en tant que port autonome le 1er avril 1966 par une loi de juin 1965 et le décret no 65-938 du 8 novembre 1965.
Son siège social, initialement situé place de l'Edit de Nantes dans le bâtiment occupé de nos jours par la cour administrative d'appel de Nantes, est transféré le 8 décembre 1986 au 18 quai Ernest Renaud à Nantes, dans le Centre des Salorges.
Le port autonome est transformé en grand port maritime par le décret no 2008-1035 du 9 octobre 2008. Compte tenu de ce nouveau statut, il est dirigé par un directoire de trois membres. Son conseil de surveillance comprend entre autres des représentants de l'État et des collectivités territoriales (région Pays de la Loire, Loire-Atlantique, Nantes Métropole, Communauté d'agglomération de la Région Nazairienne et de l'Estuaire), ainsi que du groupement interconsulaire entre les chambres de commerce et d'industrie de Nantes et de Saint-Nazaire puis, à terme, de la Chambre de commerce et d'industrie de Nantes et de Saint-Nazaire.
Son territoire s'étend du port de Nantes (terminaux de Cheviré et Roche-Maurice) au port de Saint-Nazaire, les principaux sites intermédiaires étant situés sur les communes de Donges et Montoir-de-Bretagne.
Il traite annuellement environ 33,6 millions de tonnes (chiffre 2008) de marchandises (dont 77 % d'hydrocarbures). À cela s'ajoutent 3,1 millions de tonnes de trafic fluvial interne. Quatrième port français, il est le premier port agroalimentaire, la première place de négoce de bois (terminaux de Cheviré à Nantes) et le premier port de la façade Atlantique en France. Le terminal méthanier de Montoir est le plus important d'Europe. Sa capacité annuelle est de 10 milliards de m3 de gaz. Nantes-Saint-Nazaire est surtout un port d'importation énergétique avec un trafic comprenant environ 75 % d'importation. Toutefois, une relative diversification s'opère avec l'essor des trafics vraquiers, conteneurisés et rouliers.
Son chiffre d'affaires 2007 est de 84 millions d'euros, ses investissements de 27 millions d'euros et ses effectifs de 710 personnes. Plus de 3 000 navires marchands y font escale chaque année. L'activité logistique y génère 2,7 milliards d'euros de valeur ajoutée et plus de 26 000 emplois dans les régions de l'Ouest de la France.

## Principaux terminaux
Les sites sont classés de l'amont de l'estuaire de la Loire vers l'aval.
| Sites               | Terminaux                                                                    |
| ------------------- | ---------------------------------------------------------------------------- |
| Nantes              | Céréalier ; Marchandises diverses ; Grumier ; Croisières ; Sablier ; Roulier |
| Le Pellerin         | Réparation navale                                                            |
| Donges              | Pétrolier                                                                    |
| Montoir-de-Bretagne | Agroalimentaire ; Charbonnier ; Méthanier ; Conteneur ; Roulier              |
| Saint-Nazaire       | Agroalimentaire ; Colis lourds ; Réparation navale                           |

### Nantes
Les terminaux du port de Nantes accueillent 10 % du trafic total du grand port maritime de Nantes Saint-Nazaire, soit environ 3 millions de tonnes de marchandises par an.
- Le quai Président-Wilson est affecté à l'accueil des quelques paquebots de croisière en escale à Nantes.

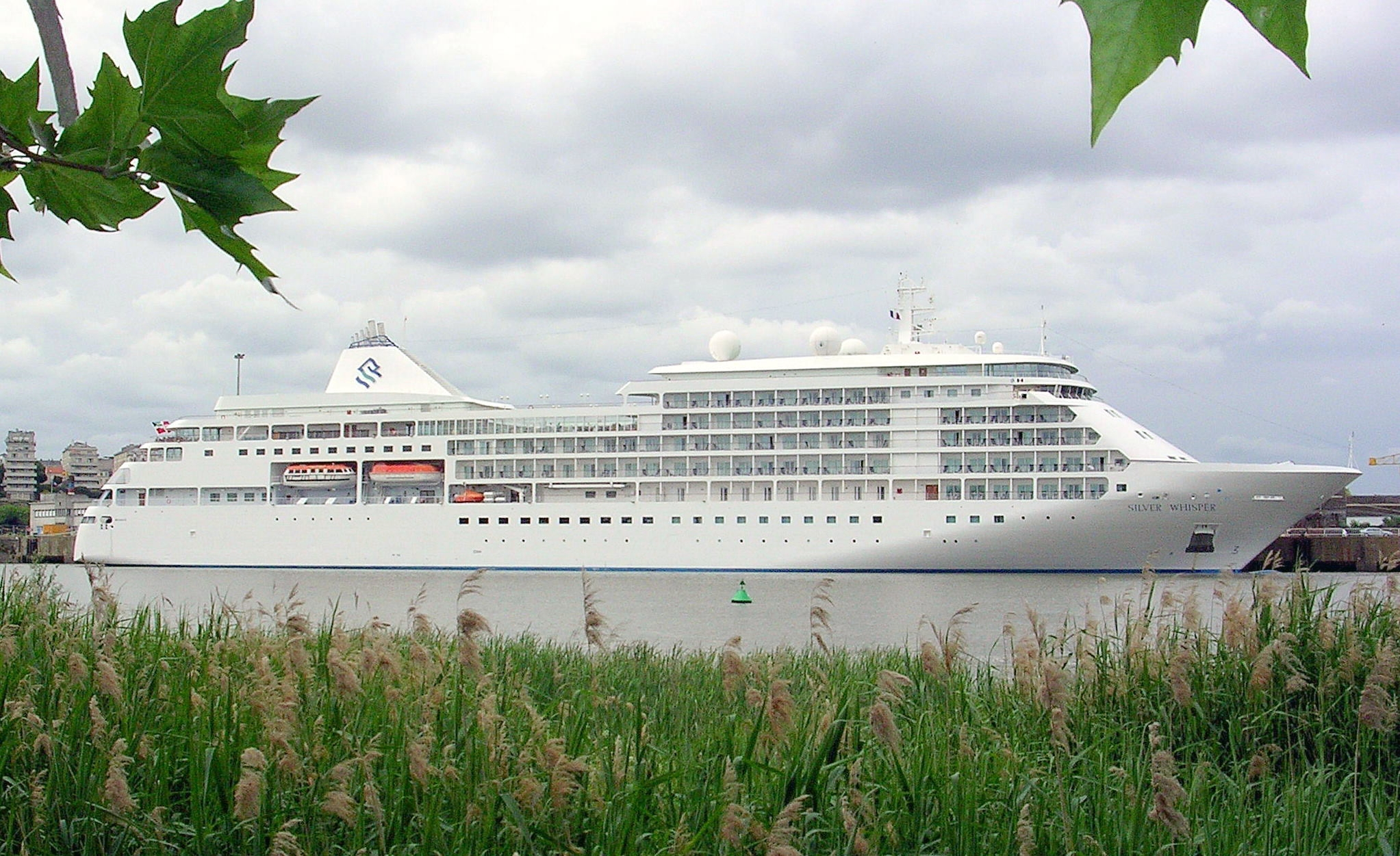
Paquebot Silver Whisper de l'armement Silversea Cruises, en escale le 5 juin 2005
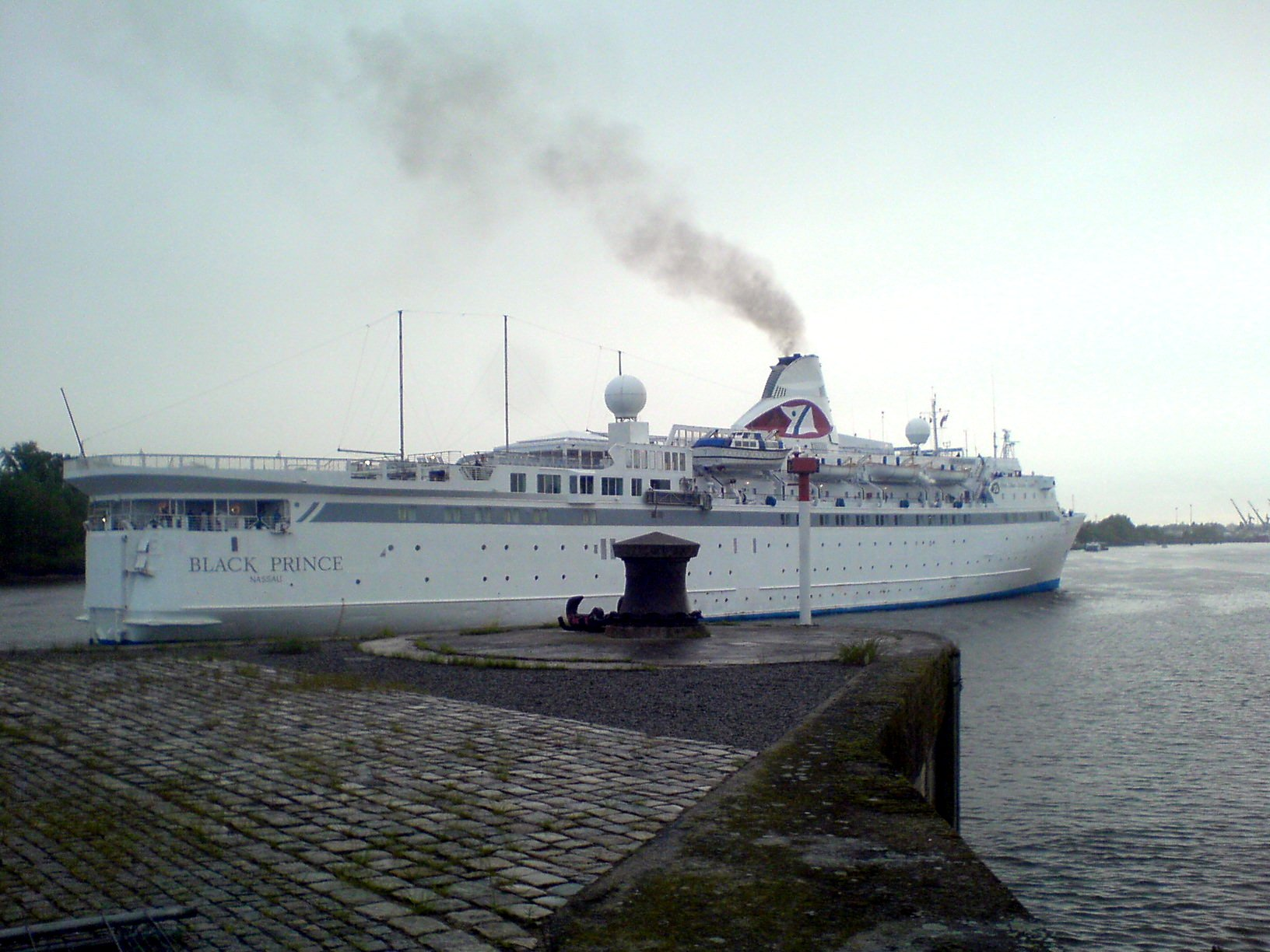
Paquebot britannique Black Prince en escale à Nantes le 30 avril 2009
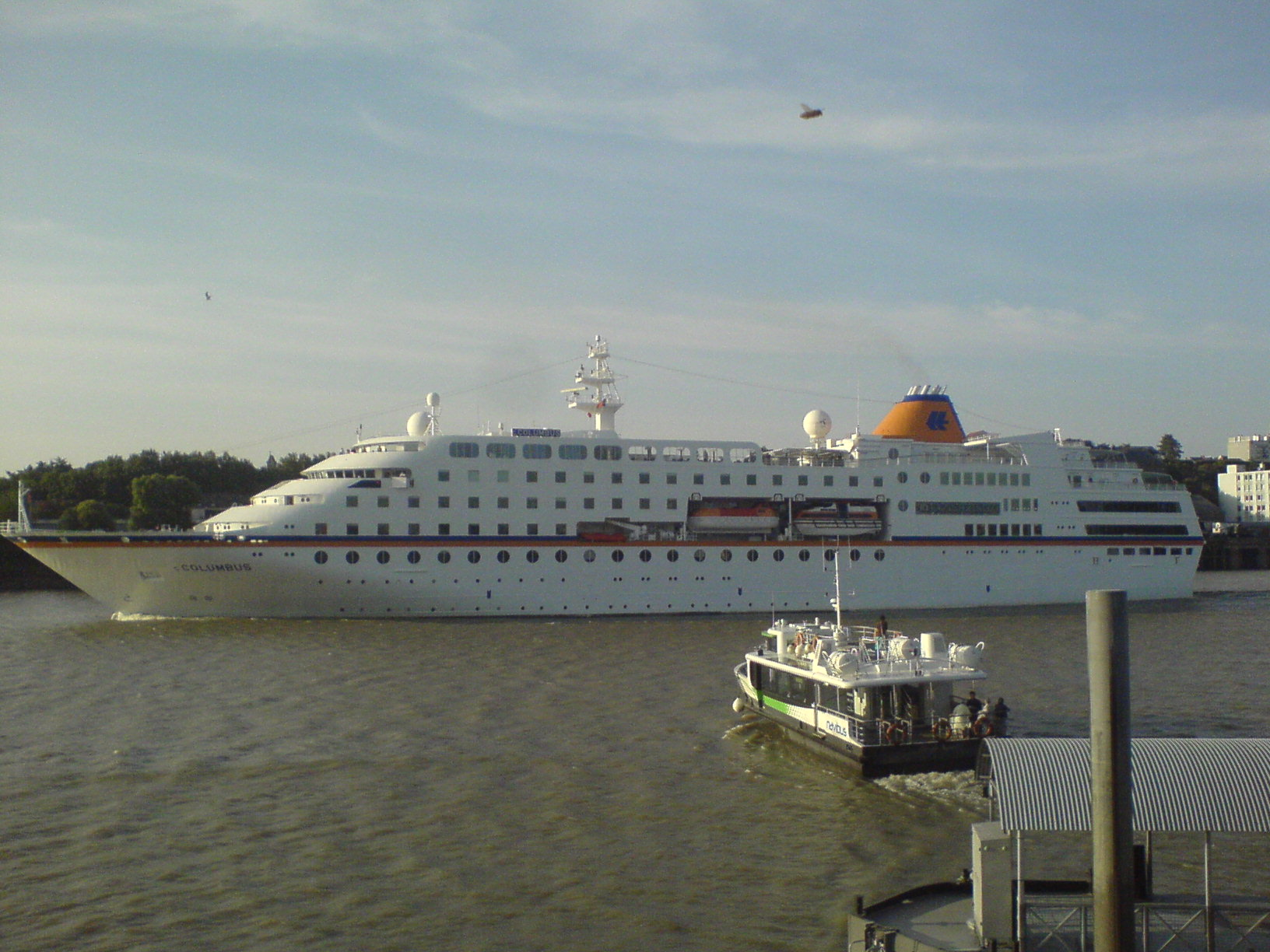
Paquebot allemand Columbus de l'armement Hapag Lloyd Cruises, en escale le 11 septembre 2009
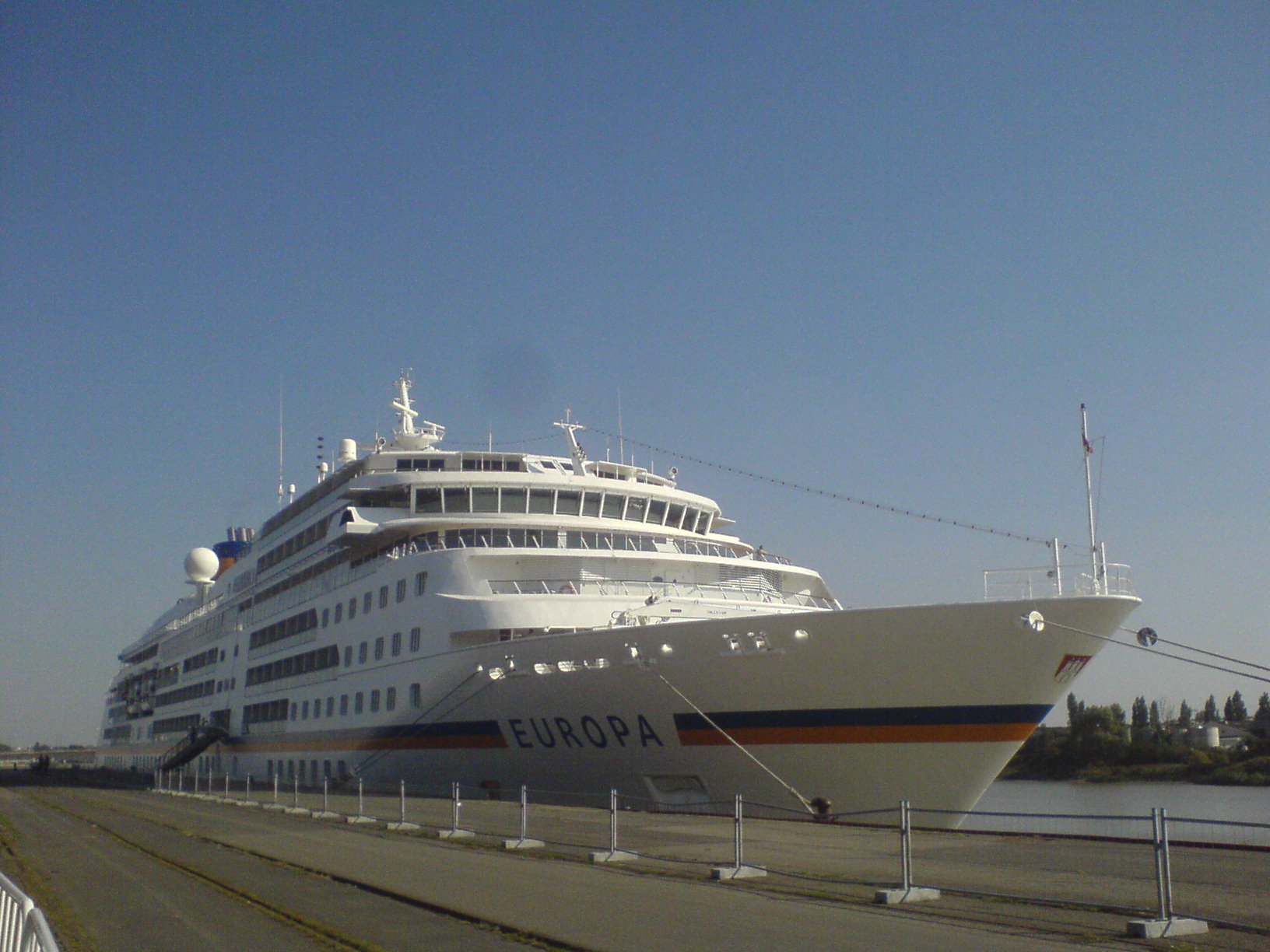
Le paquebot allemand Europa de l'armement Hapag-Lloyd Cruises, en le 27 septembre 2009

- Le site de Roche Maurice est un des principaux terminaux céréaliers du Grand Ouest de la France.
- Sur la zone de Cheviré sont réceptionnés les trafics de sucre, d'engrais, de produits métallurgiques et forestiers. Le terminal roulier permet une liaison fluviale avec les sites portuaires situés en l'aval de l'estuaire, pour le transport de colis industriels et de l'avionneur Airbus.
- Le terminal sablier reçoit le sable prélevé au niveau des zones d'extraction du Pilier et des Charpentiers, au large de l'embouchure de la Loire.

### Le Pellerin
Un atelier en brique du début du XXe siècle abrite une activité de réparation de navires de moyen tonnage. Le dock des coteaux est le principal site d'entretien des dragues et bacs de Loire.

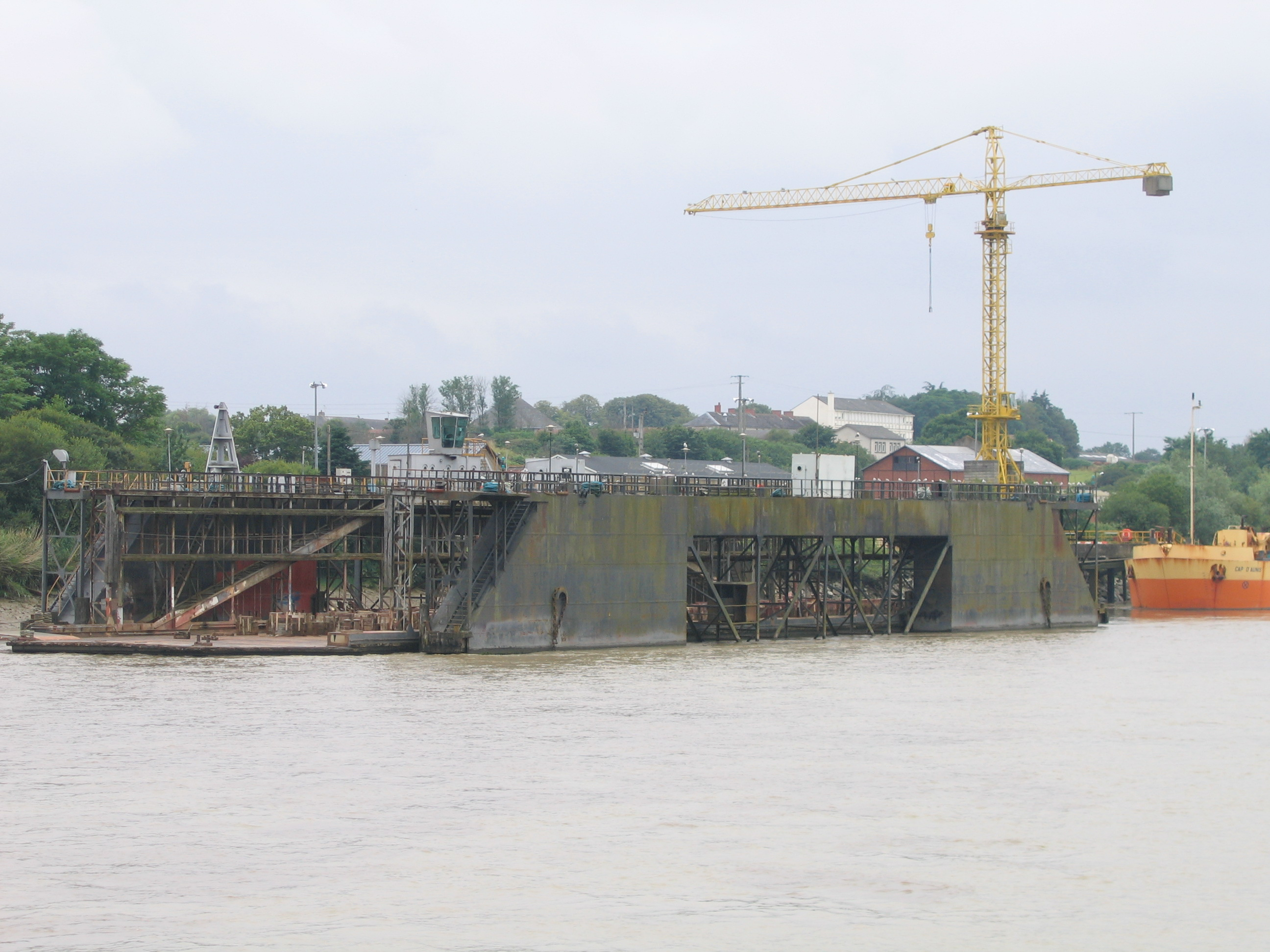
Dock flottant du Pellerin

### Donges
Les sept postes pétroliers du site de Donges sont réservés à l'importation de pétrole brut et à l'exportation de produits raffinés. Ils alimentent la deuxième raffinerie française en termes de capacité du groupe Total, dont la capacité annuelle de traitement est de 11 millions de tonnes par an. Un poste spécifique, connecté à l'oléoduc Donges Melun Metz, permet par ailleurs l'exportation de produits raffinés.

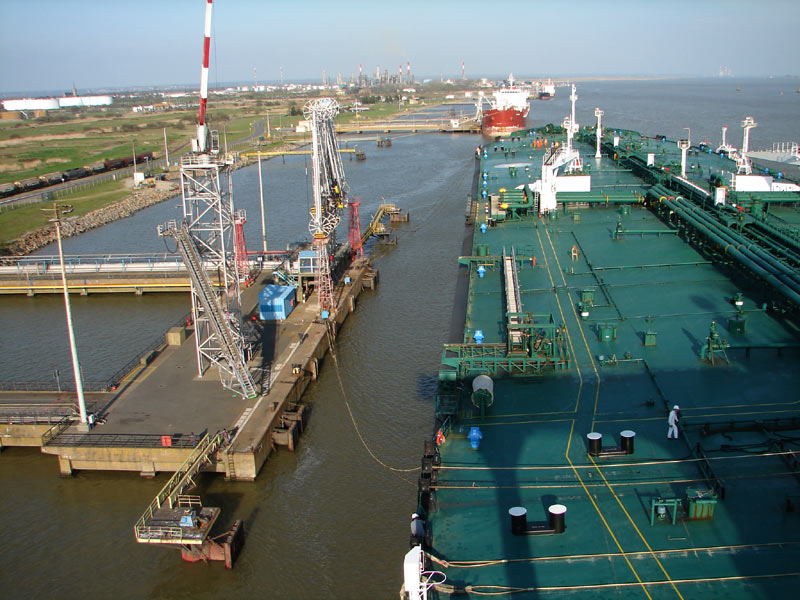
Terminal pétrolier de Donges
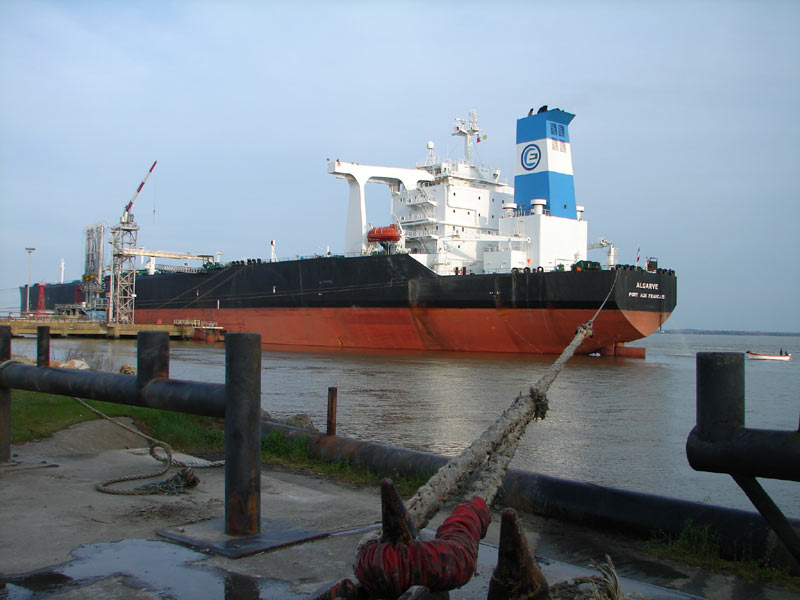
Pétrolier amarré à Donges
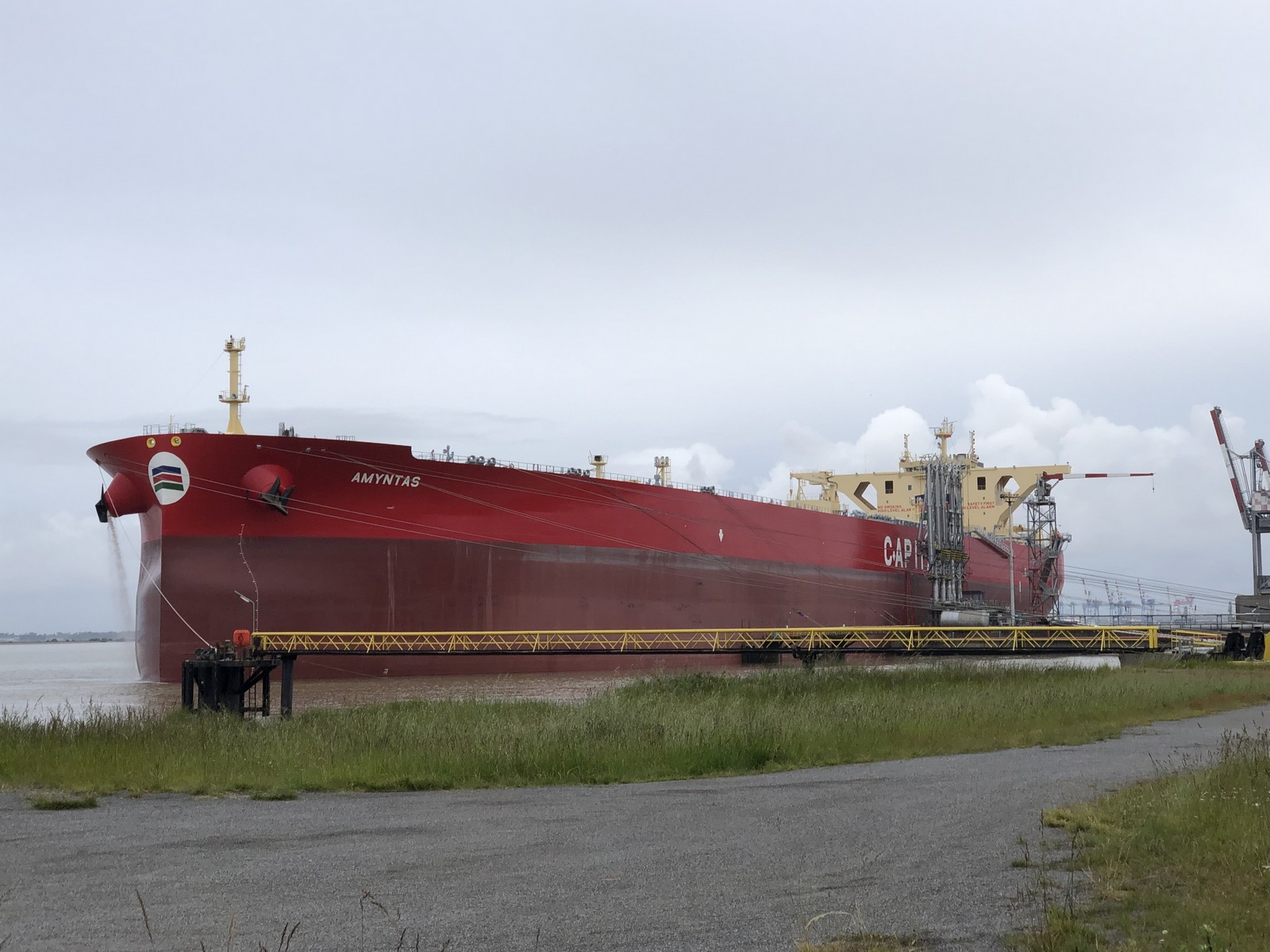
AMYNTAS, pétrolier VLCC mis en service début 2019 à Donges.
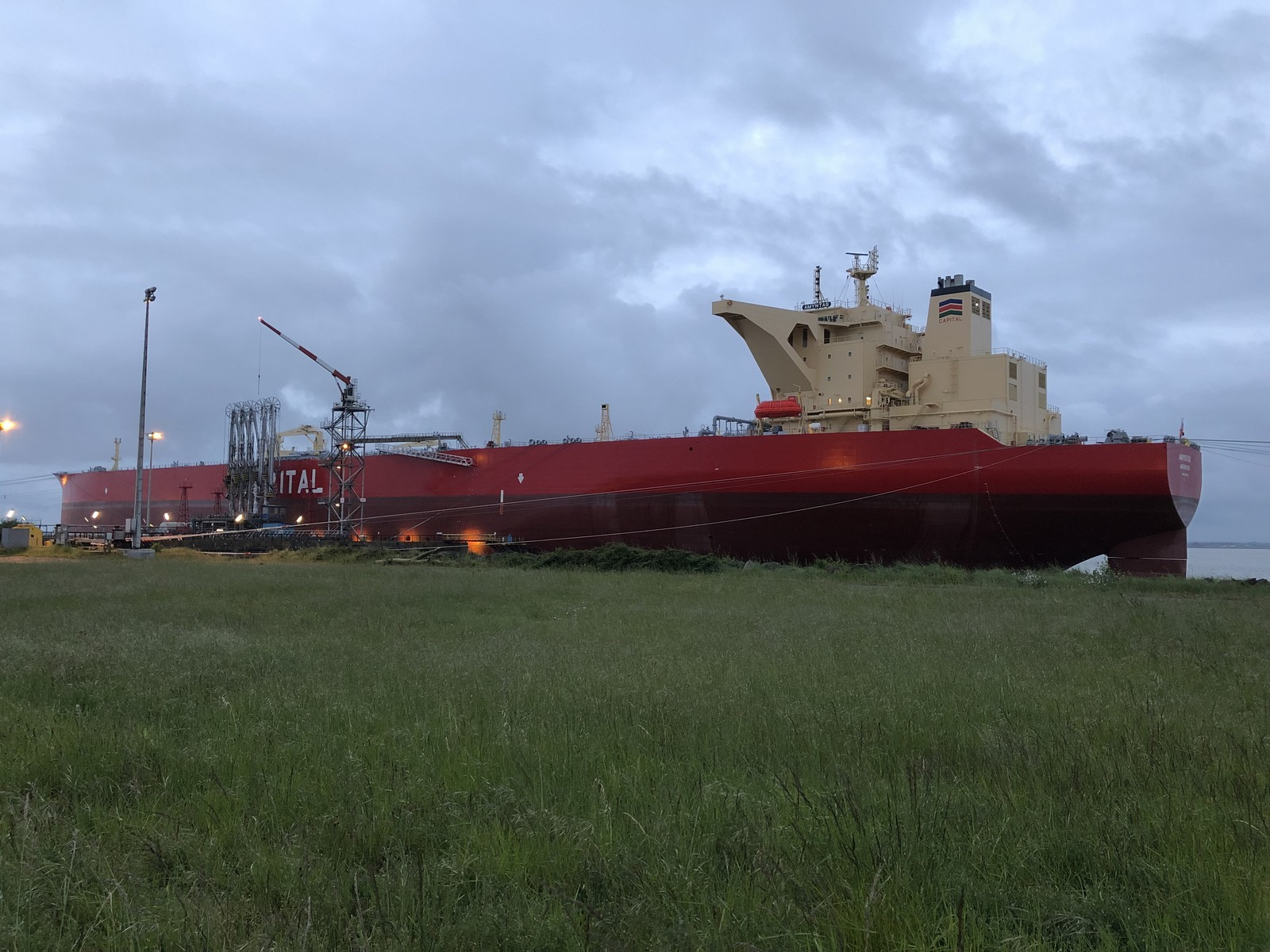
AMYNTAS, vue de 3/4 arrière.

### Montoir-de-Bretagne
- Le terminal charbonnier permet l'importation et l'acheminement fluvial de charbon pour la centrale électrique EDF située à Cordemais.
- Un poste réservé aux vracs liquides permet le transit d'acides, d'ammoniac, de mélasse, de diester et de dioxyde de carbone.
- Le terminal agroalimentaire et multivracs est constitué de quatre postes à quai. Le poste 1 est réservé aux trafics de vracs divers, les postes 2 et 3 sont réservés aux vracs agroalimentaires (importation de tourteaux de soja principalement), le poste 4 est équipé pour l'importation de ciment et l'exportation de céréales.
- Le terminal méthanier, consacré à l'import de gaz naturel liquéfié, est le plus important d'Europe. Il a une capacité annuelle de 6 millions de tonnes.
- Le terminal à conteneurs est le plus grand terminal de ce type sur la façade atlantique française. Il est connecté, par lignes directes ou feeders, aux principales zones économiques du monde entier. Différents types de trafics conventionnels transitent par ce terminal, notamment des éléments d'éoliennes à l'importation, des ensembles industriels et des produits métallurgiques.
- Le terminal roulier voit transiter des voitures, remorques, camions, ainsi que de volumineux ensembles destinés à l'industrie aéronautique.

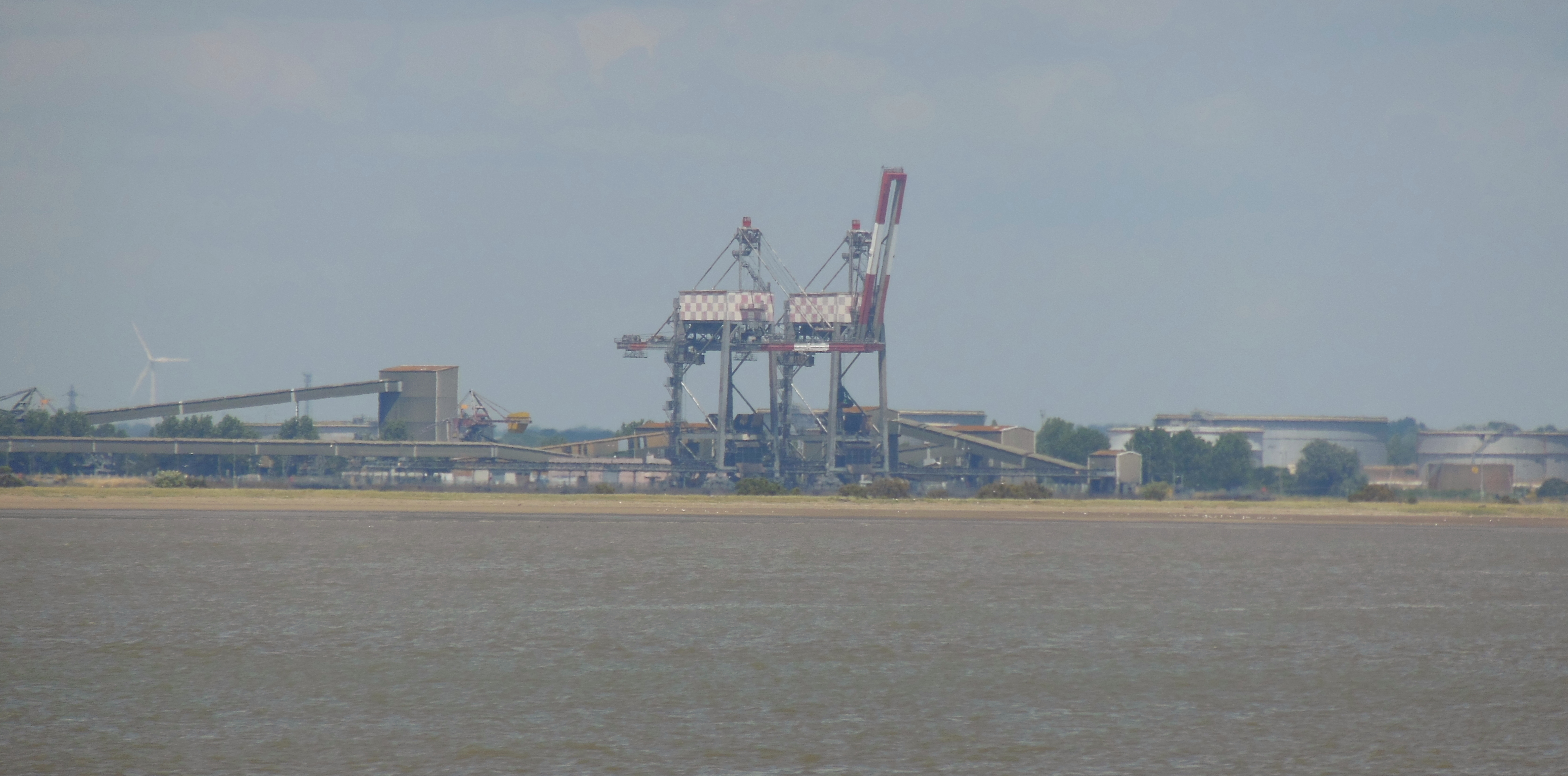
Terminal Charbonnier
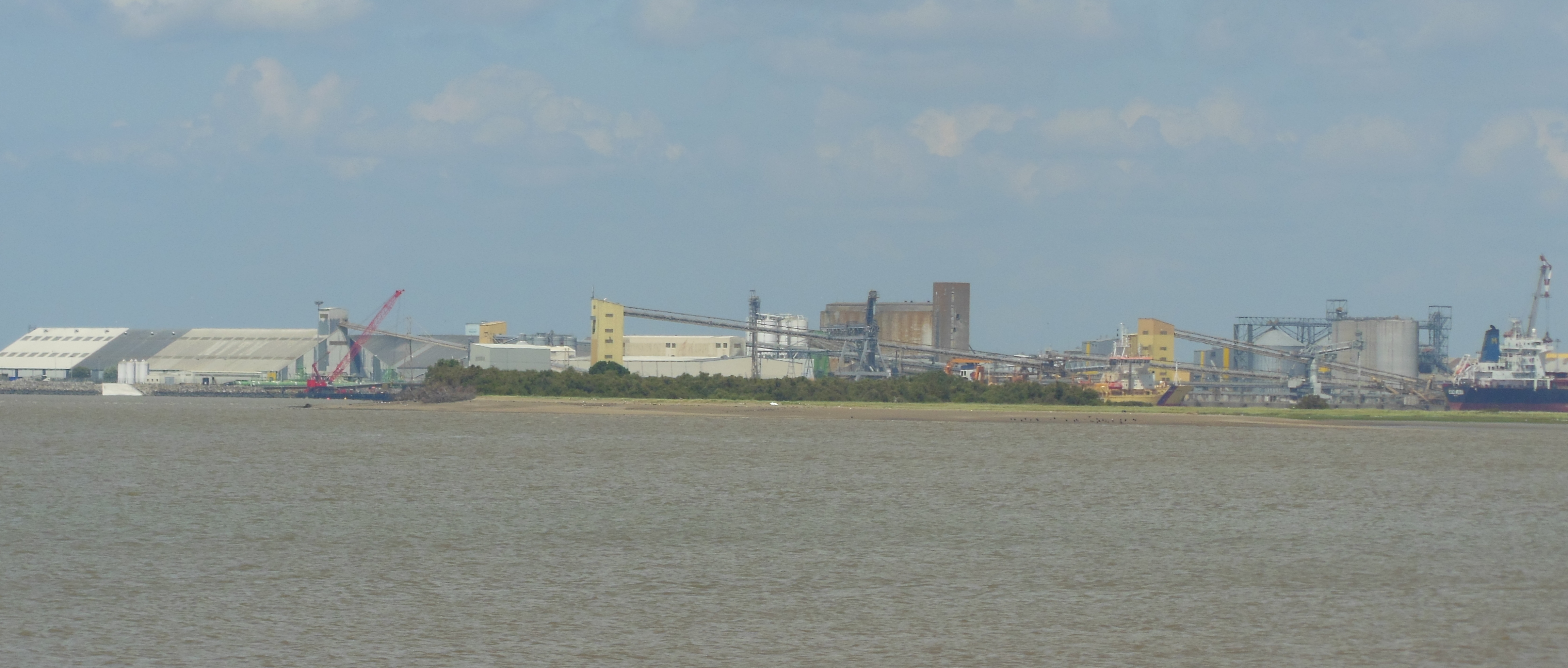
Terminal Multivracs
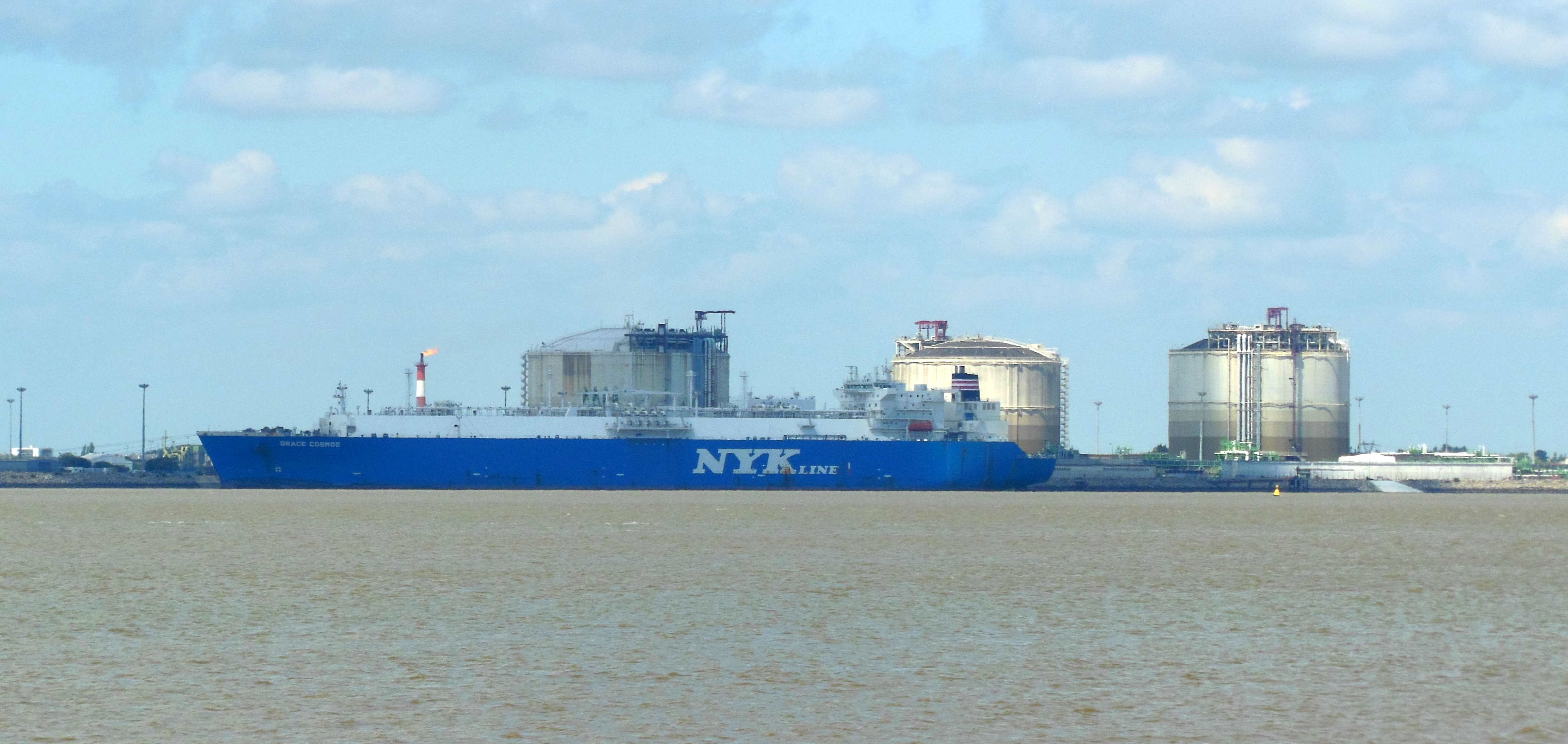
Terminal méthanier de Montoir-de-Bretagne
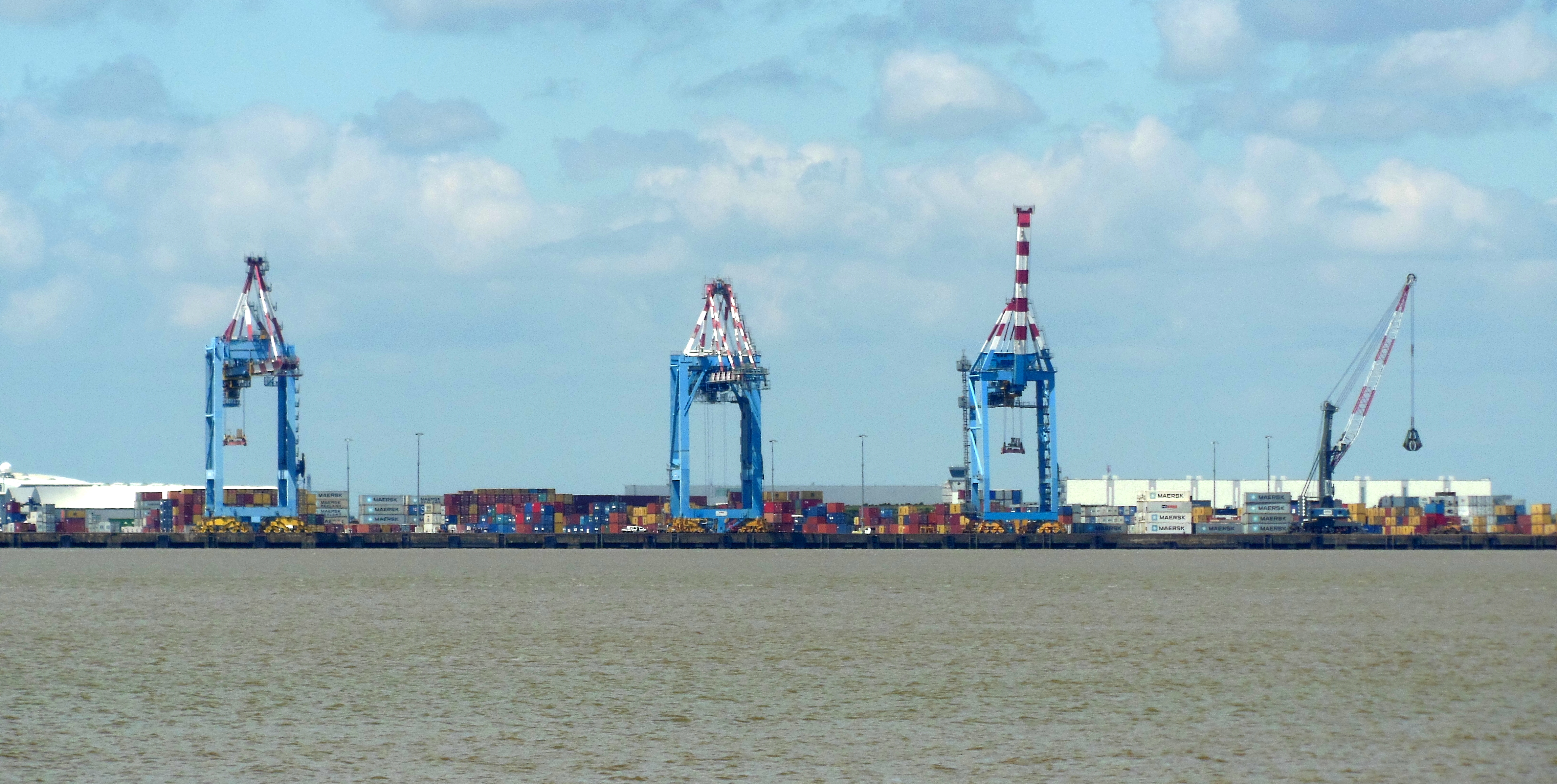
Terminal Conteneurs et Marchandises Diverses

### Saint-Nazaire
Les infrastructures du port de Saint-Nazaire sont destinées à la construction mécanique et métallurgique, agroalimentaire, aéronautique.
Trois formes de radoub et la forme écluse Louis Joubert, situées à proximité des bassins, sont mises à disposition de la construction et réparation navale. Ce dispositif est complété d'un dock flottant situé sur la Loire au niveau de la commune du Pellerin.
L'usine élévatoire de Saint-Nazaire a été en exploitation de 1911 à 1988.

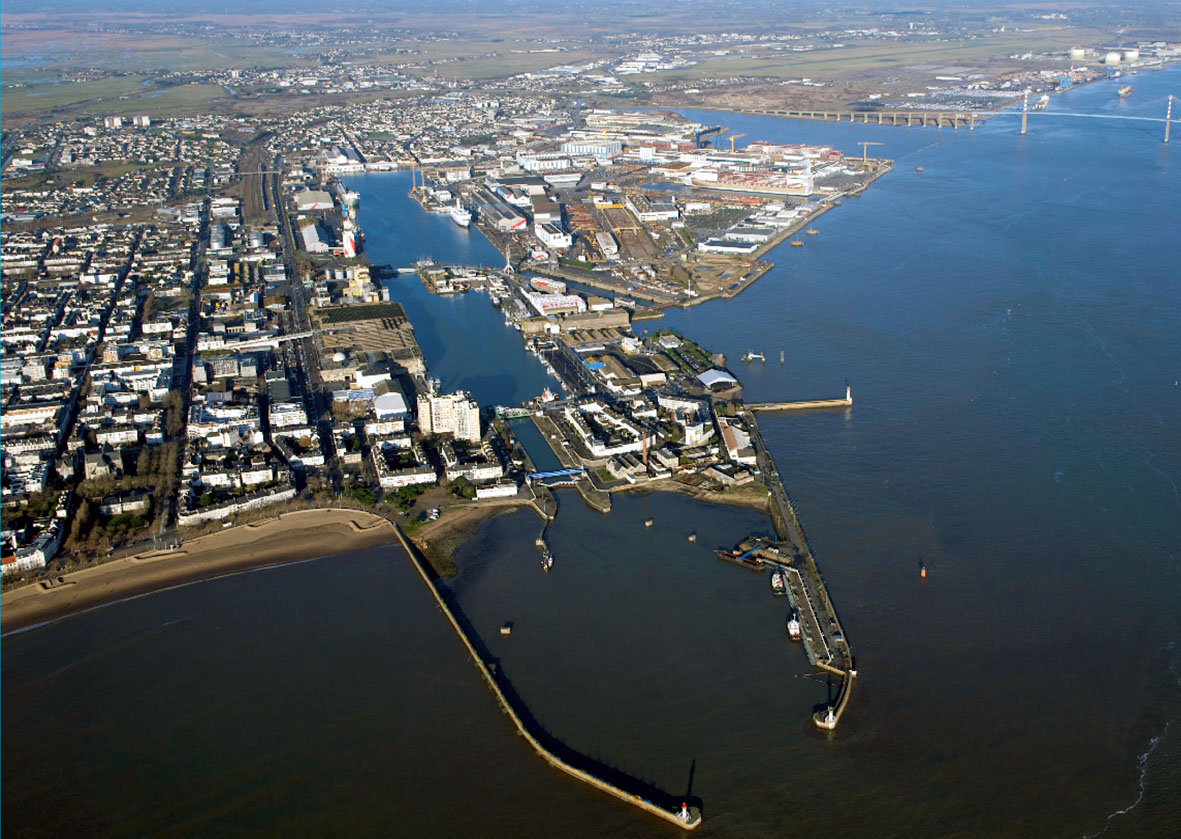
Port de Saint-Nazaire

## Sources
- Rapport d'activité et documentation commerciale du Port Autonome de Nantes Saint-Nazaire